# رضا شیبانی
رضا شیبانی (۱۶ مهر ۱۳۰۸ - ۲۱ اسفند ۱۳۹۱) تهیه‌کننده فیلم اهل ایران بود.

## تهیه‌کننده
- عشق و خشونت (۱۳۵۶)
- همراهان (۱۳۵۶)
- یکی خوش صدا یکی خوش دست (۱۳۵۶)
- مادر جونم عاشق شده (۱۳۵۵)
- چشمان بسته (۱۳۵۴)
- دو آقای با شخصیت (۱۳۵۴)
- شاهرگ (۱۳۵۴)
- دختران بلا، مردان ناقلا (۱۳۵۳)
- ناجورها (۱۳۵۳)
- شورش (۱۳۵۲)
- عاصی (۱۳۵۱)
- قسمت (۱۳۴۹)
- یوسف و زلیخا (۱۳۴۷)